# Estadio Kingsholm
Kingsholm Stadium es un estadio de rugby situado en la ciudad inglesa de Gloucester, donde disputa sus partidos como local el Gloucester Rugby de la Premiership Inglesa. Tiene capacidad para acoger 16 500 personas; la grada principal junto a la línea sur de touch tiene capacidad para 4500 personas sentadas.  
Kingsholm ha acogido partidos de la Selección de rugby de Inglaterra antes de hacer de Twickenham la sede de la selección. También albergó un partido de los All Blacks contra la selección de rugby de Estados Unidos durante la primera fase de la Copa Mundial de Rugby de 1999 y fue sede de la Copa Mundial de Rugby de 2015 celebrada en Inglaterra.
- Datos: Q1428807
- Multimedia: Kingsholm Stadium / Q1428807